# クランウェルツノガエル
クランウェルツノガエル（Ceratophrys cranwelli）はツノガエル属に分類されるカエル。

## 分布
標高700m以下のチャコ地帯に生息する。アルゼンチン、パラグアイ、ブラジル、ボリビアから報告がある。

## 形態
体長7.5-12.5センチメートル。体色は明褐色や灰褐色で、濃褐色の斑紋が入る。
同属のベルツノガエルと比較すると吻端が突出し、眼上部の角状突起が長い。

## 生態
乾季になると繭を作り休眠する。
食性は動物食で、昆虫、節足動物、両生類、爬虫類などを食べる。
繁殖形態は卵生。雨季に2,000-4,000個の卵を産む。

## 人間との関係
分布域南部では個体数が減少していると推測されている。
ペットとして飼育されることがあり、日本にも輸入されている。飼育下繁殖個体が流通するが、ベルツノガエルとの種間雑種が多い。アマゾンツノガエルも含めた種間雑種がファンシーツノガエルという流通名で販売されることもある。野生個体が流通することもある。プラケースなどのケージに、半身が浸かる程度の深さで湿らせた土、ミズゴケなどを敷く。餌として昆虫や魚類、人口飼料などを与える。ピンクマウスも食べるが、内臓疾患を引き起こすこともあるため注意が必要。